# Nagoyaprotokollet
Nagoyaprotokollet är ett internationellt föredrag som behandlar tillgång till genetiska resurser, och som syftar att uppnå en rättvis fördelning av de vinster som användning av genetiska resurser ger. Nagoyaprotokollet trädde i kraft den 12 oktober 2014, efter det att nödvändiga 50 länder ratificerat det. För svensk del regleras tillämpningen av EU:s resolution 511/2014.
Länder som USA, Kanada och Ryssland har inte undertecknat protokollet.